# Mitrídates V del Ponto
Mitrídates V Evergetes (en griego antiguo: Μιθριδάτης ὁ εὐεργέτης) fue el séptimo rey del Ponto, que reinó entre los años 150 a. C. y 121 a. C. Hijo de Farnaces I del Ponto y sobrino de Mitrídates IV Filopator.  Continuó la política de alianza con Roma iniciada por su antecesor. Colaboró con barcos y una pequeña fuerza auxiliar en la tercera guerra púnica (150 a. C.-146 a. C.), y posteriormente prestó plena asistencia en la guerra contra Aristónico (131 a. C.-130 a. C.). Por sus servicios a Roma fue recompensado por el cónsul Manio Aquilio con la provincia de Frigia. El senado rescindió las actuaciones del cónsul, acusado de soborno, pero Mitrídates mantuvo la posesión de Frigia hasta su muerte.
También incrementó el poder de su reino por el matrimonio de su hija Laodicea con Ariarates VI de Capadocia.
Murió asesinado en Sínope en una conspiración de su entorno inmediato, que posiblemente incluía a miembros de su familia.
En el aspecto cultural, su reinado se caracterizó por fuertes tendencias helenizantes, siendo recordado por sus generosas donaciones a Atenas y Delos y su gran veneración por el dios griego Apolo.
| Predecesor: Mitrídates IV Filopator | Rey del Ponto 150-121 a. C. | Sucesor: Mitrídates VI Megas |